# Your Squaw Is on the Warpath
| Recensione | Giudizio |
| ---------- | -------- |
| AllMusic   | [ 1 ]    |

Your Squaw Is on the Warpath è un album discografico della cantante country statunitense Loretta Lynn, pubblicato dalla casa discografica Decca Records nell'aprile del 1969.

## Tracce

### LP
Lato A
1. Your Squaw Is on the Warpath – 2:02 (Loretta Lynn) – Registrato il 30 agosto 1968 al Bradley's Barn di Mount Juliet, Tennessee
2. Living My Lifetime for You – 2:24 (Glenn Johnson) – Registrato il 9 gennaio 1968 al Bradley's Barn di Mount Juliet, Tennessee
3. Sneakin' In – 2:25 (Loretta Lynn) – Registrato il 18 novembre 1968 al Bradley's Barn di Mount Juliet, Tennessee
4. You've Just Stepped In (From Stepping Out on Me) – 2:17 (Don Trowbridge) – Registrato il 9 maggio 1968 al Bradley's Barn di Mount Juliet, Tennessee
5. Taking the Place of My Man – 2:41 (Teddy Wilburn) – Registrato il 20 aprile 1967 al Bradley's Barn di Mount Juliet, Tennessee

- Il lato A dell'album fu inizialmente pubblicato con una traccia in più (la canzone era intitolata Barney (1:50)), brano subito soppresso per una causa legale intentata da una marca statunitense di sigarette.

Lato B
1. Kaw-Liga – 2:45 (Hank Williams, Fred Rose) – Registrato il 18 novembre 1968 al Bradley's Barn di Mount Juliet, Tennessee
2. Let Me Go, You're Hurtin' Me – 2:35 (Lorene Allen, Loretta Lynn) – Registrato il 9 maggio 1968 al Bradley's Barn di Mount Juliet, Tennessee
3. Harper Valley P.T.A. – 3:10 (Tom Hall) – Registrato il 19 novembre 1968 al Bradley's Barn di Mount Juliet, Tennessee
4. I Walk Alone – 2:54 (Herbert W. Wilson) – Registrato il 19 novembre 1968 al Bradley's Barn di Mount Juliet, Tennessee
5. He's Somewhere Between You and Me – 2:54 (Loretta Lynn, Doyle Wilburn) – Registrato il 19 novembre 1968 al Bradley's Barn di Mount Juliet, Tennessee

## Musicisti
Your Squaw Is on the Warpath
- Loretta Lynn - voce
- Grady Martin - chitarra elettrica solista
- Ray Edenton - chitarra acustica
- Hal Rugg - chitarra steel
- Floyd Cramer - pianoforte
- Harold Bradley - basso elettrico
- Norbert Putnam - contrabbasso
- Buddy Harman - batteria
- The Jordanaires (gruppo vocale) - accompagnamento vocale, cori
- Owen Bradley - produttore

Living My Lifetime for You
- Loretta Lynn - voce
- Grady Martin - chitarra elettrica solista
- Ray Edenton - chitarra acustica
- Pete Wade - chitarra
- Harold Morrison - banjo
- Hal Rugg - chitarra steel
- Floyd Cramer - pianoforte
- Joe Zinkan - contrabbasso
- Larry Estes - batteria
- The Jordanaires (gruppo vocale) - accompagnamento vocale, cori
- Owen Bradley - produttore

Sneakin' In / Kaw-Liga
- Loretta Lynn - voce
- Grady Martin - chitarra elettrica solista
- Ray Edenton - chitarra acustica
- Hal Rugg - chitarra steel
- Floyd Cramer - pianoforte
- Harold Bradley - basso elettrico
- Junior Huskey - contrabbasso
- Buddy Harman - batteria
- The Jordanaires (gruppo vocale) - accompagnamento vocale, cori
- Owen Bradley - produttore

You've Just Stepped In (From Stepping Out on Me) / Let Me Go, You're Hurtin' Me
- Loretta Lynn - voce
- Grady Martin - chitarra elettrica solista
- Ray Edenton - chitarra acustica
- Hal Rugg - chitarra steel
- Floyd Cramer - pianoforte
- Harold Bradley - basso elettrico
- Junior Huskey - contrabbasso
- Buddy Harman - batteria
- The Jordanaires (gruppo vocale) - accompagnamento vocale, cori
- Owen Bradley - produttore

Taking the Place of My Man
- Loretta Lynn - voce
- Grady Martin - chitarra elettrica solista
- Ray Edenton - chitarra acustica
- Hal Rugg - chitarra steel
- Floyd Cramer - pianoforte
- Harold Bradley - basso elettrico
- Junior Huskey - contrabbasso
- Buddy Harman - batteria
- The Jordanaires (gruppo vocale) - accompagnamento vocale, cori
- Owen Bradley - produttore

Harper Valley P.T.A. / I Walk Alone / He's Somewhere Between You and Me
- Loretta Lynn - voce
- Grady Martin - chitarra
- Hal Rugg - chitarra steel
- Floyd Cramer - pianoforte
- Harold Bradley - basso elettrico
- Junior Huskey - contrabbasso
- Buddy Harman - batteria
- Teddy Wilburn - accompagnamento vocale, coro
- Owen Bradley - produttore[4]

## Classifica
Album
| Anno | Classifica         | Posizione raggiunta |
| ---- | ------------------ | ------------------- |
| 1969 | Billboard 200      | 168                 |
| 1969 | Top Country Albums | 2                   |